# Thành phố (Việt Nam)
 Thành phố thuộc tỉnh

 Thành phố thuộc thành phố trực thuộc trung ương
Ở Việt Nam, thể chế thành phố được xác định theo nghị quyết của Ủy ban Thường vụ Quốc hội hoặc Quốc hội dựa trên một số tiêu chí nhất định như diện tích, dân số, tình trạng công trình hạ tầng xã hội hay mức độ quan trọng về kinh tế, chính trị.
Trước đây, thành phố tại Việt Nam được chia làm ba loại. Về cơ bản, các đô thị từ loại III trở lên là những thành phố. Một số thành phố ở Việt Nam là đơn vị hành chính cấp tỉnh (cấp 1), gọi là các thành phố trực thuộc trung ương. Các thành phố còn lại là đơn vị hành chính cấp huyện (cấp 2), gọi là thành phố thuộc thành phố trực thuộc trung ương và thành phố thuộc tỉnh.
Từ ngày 16 tháng 6 năm 2025, các thành phố cấp hai (thuộc tỉnh và thuộc thành phố trực thuộc trung ương) bị bãi bỏ. Như vậy hiện tại Việt Nam chỉ gồm 6 thành phố.

## Thành phố trực thuộc trung ương
Thành phố trực thuộc trung ương được xếp vào hạng các đô thị Đặc biệt hoặc đô thị loại I. Đây là các thành phố lớn, có nền kinh tế phát triển, là khu vực quan trọng về quân sự, chính trị, văn hóa, kinh tế, xã hội, là động lực phát triển cho cả quốc gia, một vùng hoặc liên vùng chứ không còn nằm bó hẹp trong phạm vi một tỉnh. Các thành phố này có cơ sở hạ tầng và khoa học công nghệ phát triển, có nhiều cơ sở giáo dục bậc cao, dân cư đông, thuận lợi về vận tải.
Hà Nội, Thành phố Hồ Chí Minh và Hải Phòng là các thành phố trực thuộc trung ương vào năm 1976, ngay sau khi đất nước thống nhất. Năm 1997, Đà Nẵng chính thức trở thành thành phố trực thuộc trung ương và được công nhận là đô thị loại I vào năm 2003. Năm 2004, Cần Thơ chính thức trở thành thành phố trực thuộc trung ương và được công nhận là đô thị loại I vào năm 2009. Thành phố Huế được thành lập từ 1/1/2025 theo Nghị quyết của Quốc hội và trở thành Thành phố trực thuộc trung ương thứ 6 của Việt Nam.

## Thành phố thuộc thành phố trực thuộc trung ương
Thành phố thuộc thành phố trực thuộc trung ương là một đơn vị hành chính cấp hai tương đương với huyện, quận, thị xã và thành phố thuộc tỉnh. Thành phố thuộc thành phố trực thuộc trung ương là một đô thị của một thành phố trực thuộc trung ương.
Đây là loại hình đơn vị hành chính mới có từ năm 2013. Trước đó, theo Hiến pháp năm 1992, thành phố thuộc trung ương chỉ gồm ba loại hình đơn vị hành chính cấp huyện là quận, huyện và thị xã. Hiến pháp 2013 đã bổ sung đơn vị hành chính tương đương cấp huyện này nhằm tạo điều kiện tổ chức các mô hình cơ quan quản lý tại các đô thị có mức độ đô thị hóa cao ở Việt Nam. Cụ thể, Thành phố Hồ Chí Minh lúc bấy giờ đang xúc tiến thí điểm Đề án chính quyền đô thị mà trong cấu trúc có đơn vị hành chính thành phố thuộc Thành phố Hồ Chí Minh.
Luật Tổ chức chính quyền địa phương 2015 đã quy định tên của loại hình đơn vị hành chính mới là "thành phố thuộc thành phố trực thuộc trung ương".
Ngày 9 tháng 12 năm 2020, Ủy ban Thường vụ Quốc hội ban hành Nghị quyết 1111/NQ-UBTVQH14 về việc sắp xếp các đơn vị hành chính cấp huyện, cấp xã và thành lập thành phố Thủ Đức thuộc Thành phố Hồ Chí Minh (nghị quyết có hiệu lực từ ngày 1 tháng 1 năm 2021). Theo đó, thành lập thành phố Thủ Đức thuộc Thành phố Hồ Chí Minh trên cơ sở sáp nhập toàn bộ diện tích và dân số của Quận 2, Quận 9 và quận Thủ Đức.
Ngày 24 tháng 10 năm 2024, Ủy ban Thường vụ Quốc hội ban hành Nghị quyết số 1232/NQ-UBTVQH15 về việc sắp xếp đơn vị hành chính cấp huyện, cấp xã của thành phố Hải Phòng giai đoạn 2023 – 2025 (nghị quyết có hiệu lực từ ngày 1 tháng 1 năm 2025). Theo đó, thành lập thành phố Thủy Nguyên thuộc thành phố Hải Phòng trên cơ sở toàn bộ 261,91 km² diện tích tự nhiên; quy mô dân số 382.103 người của huyện Thủy Nguyên và điều chỉnh 7,19 km² diện tích tự nhiên khu vực đảo Vũ Yên tại phường Đông Hải 1 thuộc quận Hải An.
Sau khi thành lập, thành phố Thủ Đức có diện tích 211,56 km² và quy mô dân số 1.013.795 người, có 34 phường trực thuộc. Còn thành phố Thủy Nguyên sau khi thành lập có diện tích 269,10 km² và quy mô dân số 397.570 người, có 17 phường và 4 xã trực thuộc. Như vậy, hiện nay Thủ Đức và Thủy Nguyên là hai thành phố thuộc loại hình đơn vị hành chính thành phố thuộc thành phố trực thuộc trung ương.

## Thành phố thuộc tỉnh
Thành phố thuộc tỉnh là 1 đơn vị hành chính tương đương với cấp quận, huyện, thị xã; chịu sự quản lý trực tiếp của Ủy ban nhân dân tỉnh đó. Thường đó cũng là trung tâm hành chính, kinh tế, văn hóa, giáo dục,... của một tỉnh (tỉnh lỵ). Một số thành phố lớn thuộc tỉnh còn giữ vai trò làm trung tâm kinh tế, văn hóa, chính trị,... của cả 1 vùng (liên tỉnh). Hiện nay, có 18 tỉnh có hơn 1 thành phố trực thuộc là: Thái Nguyên, Vĩnh Phúc, Bắc Ninh, Hải Dương, Quảng Ninh, Ninh Bình, Thanh Hóa, Quảng Nam, Khánh Hòa, Lâm Đồng, Đồng Nai, Bình Dương, Bà Rịa – Vũng Tàu, Tiền Giang, Đồng Tháp, An Giang, Kiên Giang, Hậu Giang. Các thành phố: Sông Công, Phổ Yên, Phúc Yên, Từ Sơn, Chí Linh, Đông Triều,  Uông Bí, Cẩm Phả, Móng Cái, Tam Điệp, Sầm Sơn, Hội An, Cam Ranh, Bảo Lộc, Long Khánh, Tân Uyên, Bến Cát, Thuận An, Dĩ An, Vũng Tàu, Gò Công, Sa Đéc, Hồng Ngự, Châu Đốc, Hà Tiên, Phú Quốc, Ngã Bảy, Phú Mỹ không phải là tỉnh lỵ của các tỉnh trên nhưng giữ vai trò là trung tâm kinh tế, văn hóa của 1 khu vực trong tỉnh hoặc là các trung tâm du lịch, công nghiệp, cửa khẩu quốc tế,...
Hiện nay, Việt Nam có 7 thành phố thuộc tỉnh có mức độ đô thị hóa cao, chỉ có phường mà không có xã trực thuộc là: Bắc Ninh, Dĩ An, Đông Hà, Sóc Trăng, Thủ Dầu Một, Từ Sơn và Vĩnh Long.
Thành phố thuộc tỉnh có dân số đông nhất là Biên Hòa với 1.055.414 nhân khẩu. Đây cũng là đơn vị hành chính cấp huyện có dân số đông nhất cả nước, tương đương với dân số 2 đô thị loại I trực thuộc Trung ương là thành phố Đà Nẵng, Cần Thơ và cao gấp hơn 3 lần tỉnh có dân số ít nhất là Bắc Kạn với 301.000 nhân khẩu. Thành phố trực thuộc tỉnh có dân số ít nhất là Lai Châu với 42.973 người, chỉ tương đương với thị trấn Phan Rí Cửa (Tuy Phong, Bình Thuận) với dân số 45.805 người.
Thành phố thuộc tỉnh có diện tích lớn nhất là Hạ Long với 1.119,12 km², còn thành phố thuộc tỉnh có diện tích nhỏ nhất là Sầm Sơn với 44,94 km².
| 20 thành phố lớn nhất tại Việt Nam Nguồn: Tổng điều tra dân số và nhà ở năm 2019, Quốc hội | 20 thành phố lớn nhất tại Việt Nam Nguồn: Tổng điều tra dân số và nhà ở năm 2019, Quốc hội | 20 thành phố lớn nhất tại Việt Nam Nguồn: Tổng điều tra dân số và nhà ở năm 2019, Quốc hội | 20 thành phố lớn nhất tại Việt Nam Nguồn: Tổng điều tra dân số và nhà ở năm 2019, Quốc hội | 20 thành phố lớn nhất tại Việt Nam Nguồn: Tổng điều tra dân số và nhà ở năm 2019, Quốc hội | 20 thành phố lớn nhất tại Việt Nam Nguồn: Tổng điều tra dân số và nhà ở năm 2019, Quốc hội | 20 thành phố lớn nhất tại Việt Nam Nguồn: Tổng điều tra dân số và nhà ở năm 2019, Quốc hội | 20 thành phố lớn nhất tại Việt Nam Nguồn: Tổng điều tra dân số và nhà ở năm 2019, Quốc hội | 20 thành phố lớn nhất tại Việt Nam Nguồn: Tổng điều tra dân số và nhà ở năm 2019, Quốc hội | 20 thành phố lớn nhất tại Việt Nam Nguồn: Tổng điều tra dân số và nhà ở năm 2019, Quốc hội |
|                                                                                            | Hạng                                                                                       | Tên                                                                                        | Trực thuộc                                                                                 | Dân số                                                                                     | Hạng                                                                                       | Tên                                                                                        | Trực thuộc                                                                                 | Dân số                                                                                     |                                                                                            |
| ------------------------------------------------------------------------------------------ | ------------------------------------------------------------------------------------------ | ------------------------------------------------------------------------------------------ | ------------------------------------------------------------------------------------------ | ------------------------------------------------------------------------------------------ | ------------------------------------------------------------------------------------------ | ------------------------------------------------------------------------------------------ | ------------------------------------------------------------------------------------------ | ------------------------------------------------------------------------------------------ | ------------------------------------------------------------------------------------------ |
| Thành phố Hồ Chí Minh Hà Nội                                                               | 1                                                                                          | Thành phố Hồ Chí Minh                                                                      | Trung ương                                                                                 | 8.993.082                                                                                  | 11                                                                                         | Vinh                                                                                       | Nghệ An                                                                                    | 473.275                                                                                    | Hải Phòng Cần Thơ                                                                          |
| Thành phố Hồ Chí Minh Hà Nội                                                               | 2                                                                                          | Hà Nội                                                                                     | Trung ương                                                                                 | 8.053.663                                                                                  | 12                                                                                         | Thanh Hóa                                                                                  | Thanh Hóa                                                                                  | 436.833                                                                                    | Hải Phòng Cần Thơ                                                                          |
| Thành phố Hồ Chí Minh Hà Nội                                                               | 3                                                                                          | Hải Phòng                                                                                  | Trung ương                                                                                 | 2.028.514                                                                                  | 13                                                                                         | Nha Trang                                                                                  | Khánh Hòa                                                                                  | 422.601                                                                                    | Hải Phòng Cần Thơ                                                                          |
| Thành phố Hồ Chí Minh Hà Nội                                                               | 4                                                                                          | Cần Thơ                                                                                    | Trung ương                                                                                 | 1.235.171                                                                                  | 14                                                                                         | Buôn Ma Thuột                                                                              | Đắk Lắk                                                                                    | 375.590                                                                                    | Hải Phòng Cần Thơ                                                                          |
| Thành phố Hồ Chí Minh Hà Nội                                                               | 5                                                                                          | Đà Nẵng                                                                                    | Trung ương                                                                                 | 1.134.310                                                                                  | 15                                                                                         | Tân Uyên                                                                                   | Bình Dương                                                                                 | 370.512                                                                                    | Hải Phòng Cần Thơ                                                                          |
| Thành phố Hồ Chí Minh Hà Nội                                                               | 6                                                                                          | Huế                                                                                        | Trung ương                                                                                 | 1.128.620                                                                                  | 16                                                                                         | Vũng Tàu                                                                                   | Bà Rịa – Vũng Tàu                                                                          | 357.124                                                                                    | Hải Phòng Cần Thơ                                                                          |
| Thành phố Hồ Chí Minh Hà Nội                                                               | 7                                                                                          | Biên Hòa                                                                                   | Đồng Nai                                                                                   | 1.055.414                                                                                  | 17                                                                                         | Thái Nguyên                                                                                | Thái Nguyên                                                                                | 340.403                                                                                    | Hải Phòng Cần Thơ                                                                          |
| Thành phố Hồ Chí Minh Hà Nội                                                               | 8                                                                                          | Thủ Đức                                                                                    | Thành phố Hồ Chí Minh                                                                      | 1.013.795                                                                                  | 18                                                                                         | Bắc Giang                                                                                  | Bắc Giang                                                                                  | 326.354                                                                                    | Hải Phòng Cần Thơ                                                                          |
| Thành phố Hồ Chí Minh Hà Nội                                                               | 9                                                                                          | Thuận An                                                                                   | Bình Dương                                                                                 | 596.227                                                                                    | 19                                                                                         | Thủy Nguyên                                                                                | Hải Phòng                                                                                  | 333.810                                                                                    | Hải Phòng Cần Thơ                                                                          |
| Thành phố Hồ Chí Minh Hà Nội                                                               | 10                                                                                         | Dĩ An                                                                                      | Bình Dương                                                                                 | 474.681                                                                                    | 20                                                                                         | Hạ Long                                                                                    | Quảng Ninh                                                                                 | 322.710                                                                                    | Hải Phòng Cần Thơ                                                                          |

1. ↑  Một số thành phố được mở rộng hoặc thành lập sau tổng điều tra năm 2019, bao gồm Thủ Đức, Thuận An, Huế, Dĩ An, Vinh, Tân Uyên, Thanh Hóa, Thủy Nguyên, Bắc Giang, Hạ Long.
2. ↑  Không bao gồm dân số quy đổi (tính cả những người tạm trú).

## Lịch sử phát triển

### Thành phố thời thuộc Pháp
Thời thuộc Pháp, có 3 loại thành phố:
Thành phố cấp 1 (municipalité de première classe) hay thành phố lớn (grande municipalité), thành lập theo Sắc lệnh của Tổng thống Pháp, gồm 3 thành phố:
- Sài Gòn (thành lập theo Sắc lệnh 8/1/1877, ban hành ngày 16/5/1877[8]. Một số tài liệu cho rằng thành phố Sài Gòn được thành lập theo sắc lệnh của Tổng thống Cộng hoà Pháp ngày 15/3/1874)[9].
- Hà Nội (thành lập ngày 18/7/1888)[10].
- Hải Phòng (thành lập ngày 19/7/1888)[11].

Tuy nhiên có ý kiến cho rằng Sắc lệnh ngày 19/7/1888 là Sắc lệnh thành lập các Hội đồng thành phố Hà Nội và Hải Phòng, chứ không phải là thành lập các thành phố ấy).
Thành phố cấp 2 (municipalité de deuxième classe) ngang cấp tỉnh, thành lập theo Nghị định của Toàn quyền Đông Dương (thời kỳ đầu thì của Thống đốc Nam Kỳ), gồm 3 thành phố: 
- Chợ Lớn (Municipalité de Cholon), thành lập theo Nghị định của Thống đốc Nam Kỳ Charles Le Myre de Vilers ngày 20/10/1879.
- Đà Nẵng (Tourane) (thành lập theo Nghị định của Toàn quyền Đông Dương ngày 20/5/1889).
- Nam Định (thành lập theo Nghị định của Toàn quyền Đông Dương ngày 17/10/1921)[13].

Thành phố cấp 3 (commune), thành lập theo Nghị định của Toàn quyền Đông Dương và trực thuộc tỉnh, do viên công sứ đầu tỉnh kiêm nhiệm chức đốc lý (tức thị trưởng), gồm:
- Đà Lạt (thành lập ngày 31/10/1920).[14]
- Thái Nguyên (Dưới thời Pháp thuộc, từ năm 1884 đến đầu thế kỷ XX, cùng với việc tăng cường bộ máy đàn áp, mở rộng các cơ sở dịch vụ, thành phố Thái Nguyên được thực dân Pháp mở rộng và phát triển dân về phía tây nam, bao gồm phần đất có diện tích tương ứng với phường Trưng Vương, một phần các phường Túc Duyên, Hoàng Văn Thụ và Phan Đình Phùng ngày nay (thành lập ngày 23/12/1923)[15].
- Hải Dương (thành lập ngày 23/12/1923)[15].
- Vinh - Bến Thủy (thành lập ngày 10/12/1927[16] trên cơ sở sáp nhập 3 đơn vị hành chính: thị xã Vinh, thị xã Bến Thủy và thị xã Trường Thi).
- Bạc Liêu (thành lập ngày 18/12/1928)[cần dẫn nguồn]. 1 tài liệu cho biết thị xã Bạc Liêu được thành lập ngày 18/12/1929 do Quyết định của Toàn quyền Đông Dương, là thị xã hỗn hợp của tỉnh Bạc Liêu.
- Cần Thơ (thành lập ngày 18/12/1928).[cần dẫn nguồn]
- Mỹ Tho (thành lập ngày 18/12/1928 và công nhận là thị xã hỗn hợp ngày 16/12/1938).[cần dẫn nguồn]
- Rạch Giá (thành lập ngày 30/4/1934).
- Thái Bình (Ngày 4/2/1895, Kinh lược sứ Bắc Kỳ ra quyết định sáp nhập các làng Kỳ Bá, Bồ Xuyên vào phủ lỵ Kiến Xương để lập Thị xã Thái Bình)[17].
- Thanh Hóa (thành lập ngày 31/5/1929).[18]
- Huế (thành lập ngày 12/12/1929).
- Quy Nhơn (thành lập ngày 30/4/1930).[cần dẫn nguồn]
- Phan Thiết (thành lập ngày 28/11/1933).[19][20]
- Cáp Xanh Giắc (Cap Saint Jacques, nay là Vũng Tàu) (thành lập ngày 28/12/1934). Trước đó từ 11/11/1899-1/4/1905, Cap Xanh Giắc là thành phố tự trị (commune autonome). Có tài liệu cho biết ngày 1/5/1895, chính quyền thuộc địa ban hành nghị định chính thức thành lập thành phố Vũng Tàu.
- Long Xuyên (thành lập ngày 31/1/1935 và 16/12/1938).[cần dẫn nguồn]
- Bắc Ninh (thành lập ngày 19/10/1938).
- Đồng Hới thành lập năm 1939[21].

### Sau Cách mạng Tháng Tám năm 1945
Ngay sau khi Cách mạng Tháng Tám thành công, Chủ tịch Chính phủ lâm thời Việt Nam Dân chủ Cộng hòa trong Sắc lệnh số 77 ngày 21 tháng 12 năm 1945 quy định có các thành phố sau đây: Hà Nội, Hải Phòng, Sài Gòn – Chợ Lớn, Nam Định, Vinh – Bến Thủy, Huế, Đà Nẵng, Đà Lạt. Hà Nội được đặt trực tiếp dưới quyền Chính phủ Trung ương, còn các thành phố khác thuộc quyền cấp kỳ (bộ).
Ngày 24 tháng 1 năm 1946, Chủ tịch Chính phủ lâm thời lại quy định tạm coi các thành phố Nam Định, Vinh - Bến Thủy, Huế, Đà Nẵng như thị xã, tức là tỉnh sẽ thay kỳ trong việc quản lý.

### Giai đoạn 1954–1975
Sau Hiệp định Genève, 1954, Việt Nam bị chia làm 2 miền. Mỗi miền lại có quy chế đô thị riêng.

#### Miền Bắc
Từ 1945–1957, miền Bắc có 3 thành phố trực thuộc Trung ương là Hà Nội, Hải Phòng, Nam Định.
Ngày 3 tháng 9 năm 1957, thành phố Nam Định sáp nhập vào tỉnh Nam Định và trở thành tỉnh lỵ của tỉnh này. Trước đó, tỉnh lỵ tỉnh Nam Định đặt ở Hành Thiện, Xuân Trường. Trước đó một thời gian, Nam Định còn là 3 đơn vị hành chính cấp tỉnh; gồm tỉnh Nam Định, tỉnh Bùi Chu và thành phố Nam Định trực thuộc trung ương.
Ngày 4 tháng 6 năm 1962, thành phố Việt Trì được thành lập trên cơ sở toàn bộ diện tích tự nhiên và dân số của thị xã Việt Trì (trước đó, ngày 7 tháng 6 năm 1957, thị xã Việt Trì được thành lập trên cơ sở sát nhập thị trấn Việt Trì thuộc huyện Hạc Trì, tỉnh Phú Thọ và thị trấn Bạch Hạc thuộc huyện Vĩnh Tường, tỉnh Vĩnh Phúc).
Ngày 19 tháng 10 năm 1962, thành phố Thái Nguyên được thành lập trên cơ sở toàn bộ diện tích tự nhiên và dân số của thị xã Thái Nguyên.
Ngày 10 tháng 10 năm 1963, thành phố Vinh được thành lập trên cơ sở toàn bộ diện tích tự nhiên và dân số của thị xã Vinh.
Tính đến trước năm 1975, miền Bắc có 2 thành phố trực thuộc trung ương là Hà Nội, Hải Phòng cùng 4 thành phố trực thuộc tỉnh là Thái Nguyên, Việt Trì, Nam Định, Vinh.

#### Miền Nam
Tại Miền Nam đến trước 1975 chính quyền Việt Nam Cộng hòa không xây dựng quy chế thành phố mà thành lập 2 cấp tương đương là Đô thành Sài Gòn và 10 thị xã tự trị trong đó có Huế, Đà Nẵng, Quy Nhơn, Nha Trang, Cam Ranh, Đà Lạt, Vũng Tàu, Mỹ Tho, Cần Thơ và Rạch Giá.
Về phân cấp hành chính các thị xã tự trị được tổ chức không giống nhau tùy theo ý nghĩa về quân sự và văn hóa.
- Các thị xã là những đô thị trực thuộc trung ương gồm Đà Nẵng, Cam Ranh và Vũng Tàu.
- Các thị xã vừa là đô thị trực thuộc trung ương đồng thời là tỉnh lỵ 1 tỉnh gồm Huế (tỉnh lỵ tỉnh Thừa Thiên) và Đà Lạt (tỉnh lỵ tỉnh Tuyên Đức đến 7/9/1967, sau đó tỉnh lỵ Tuyên Đức chuyển cơ quan về xã Tùng Nghĩa, quận lỵ quận Đức Trọng).
- Các thị xã là đô thị trực thuộc tỉnh nhưng hưởng quy chế tự trị cao tương đương các đô thị trực thuộc trung ương gồm Nha Trang (tỉnh Khánh Hòa), Quy Nhơn (tỉnh Bình Định), Mỹ Tho (tỉnh Định Tường), Cần Thơ (tỉnh Phong Dinh) và Rạch Giá (tỉnh Kiên Giang).

Về phân chia hành chính trong các thị xã: Các thị xã được chia thành các quận, có thị xã được chia thành vài quận trong một đơn vị hành chính độc lập trực thuộc trung ương, cũng có thị xã bao gồm vài quận trực thuộc một tỉnh nhưng các quận này ngoài trực thuộc tỉnh đó còn trực thuộc Thị xã tự trị quản lý nó. Cũng có thị xã không chia quận (Chỉ có 1 quận là chính thị xã đó). Các quận lại được chia thành các phường như ngày nay.

### Danh sách các thị xã tự trị của chính quyền Việt Nam Cộng hòa
| STT | Tên đô thành/thị xã | Chức năng hành chính       | Số quận trực thuộc                                | Dân số (người) (năm 1970) |
| --- | ------------------- | -------------------------- | ------------------------------------------------- | ------------------------- |
|     | Đô thành Sài Gòn    | Thủ đô                     | 11 quận: quận 1, 2, 3, 4, 5, 6, 7, 8, 9, 10 và 11 | 1.825.297                 |
| 1   | Cam Ranh            | Trung tâm Đặc khu Cam Ranh | 2 quận: quận Bắc và Nam                           | 118.111                   |
| 2   | Cần Thơ             | Tỉnh lỵ tỉnh Phong Dinh    | 2 quận: quận Nhứt và Nhì                          | 182.424                   |
| 3   | Đà Nẵng             | Trung tâm Đặc khu Đà Nẵng  | 3 quận: quận 1, 2 và 3                            | 472.194                   |
| 4   | Đà Lạt              | Tỉnh lỵ tỉnh Tuyên Đức     | Duy nhất 1 quận                                   | 105.072                   |
| 5   | Huế                 | Tỉnh lỵ tỉnh Thừa Thiên    | Ba quận: quận Thành Nội, Hữu Ngạn và Tả Ngạn      | 209.043                   |
| 6   | Nha Trang           | Tỉnh lỵ tỉnh Khánh Hòa     | Hai quận: quận 1 và 2                             | 216.227                   |
| 7   | Mỹ Tho              | Tỉnh lỵ tỉnh Định Tường    | Duy nhất 1 quận                                   | 119.892                   |
| 8   | Quy Nhơn            | Tỉnh lỵ tỉnh Bình Định     | Ba quận: quận Nhơn Bình, Nhơn Định và Nguyễn Huệ  | 213.727                   |
| 9   | Rạch Giá            | Tỉnh lỵ tỉnh Kiên Giang    | Duy nhất 1 quận                                   | 99.933                    |
| 10  | Vũng Tàu            | Trung tâm Đặc khu Vũng Tàu | Duy nhất 1 quận                                   | 108.436                   |

### Giai đoạn 1975–1986
Sau khi thống nhất đất nước, hệ thống quản lý các thành phố ở miền Bắc được giữ nguyên. Tại miền Nam, Đô thành Sài Gòn - Chợ Lớn hợp nhất với tỉnh Gia Định thành Thành phố Hồ Chí Minh trực thuộc trung ương. Tất cả các thị xã tự trị bị giải thể.
- 6 thị xã tự trị được chuyển thành thành phố thuộc tỉnh: Huế (tỉnh Bình Trị Thiên), Đà Nẵng (tỉnh Quảng Nam - Đà Nẵng), Nha Trang (tỉnh Phú Khánh), Đà Lạt (tỉnh Lâm Đồng), Cần Thơ (tỉnh Hậu Giang) và Mỹ Tho (tỉnh Tiền Giang).
- Quy Nhơn và Rạch Giá trở thành các thị xã thuộc tỉnh Nghĩa Bình và Kiên Giang.
- Vũng Tàu hợp nhất với Côn Đảo trở thành đặc khu Vũng Tàu - Côn Đảo ngang cấp tỉnh và tương đương thành phố trực thuộc trung ương[26] với 3 cấp gồm đặc khu (Đặc khu Vũng Tàu – Côn Đảo), cấp quận (1 quận hải đảo là Côn Đảo), cấp xã với 5 phường và 1 xã tại đất liền (không phân chia quận tại thị xã Vũng Tàu cũ, các đơn vị cấp xã do đặc khu trực tiếp quản lý).
- Cam Ranh hợp nhất với huyện Cam Lâm tỉnh Khánh Hòa trở thành huyện Cam Ranh thuộc tỉnh Phú Khánh.
- Thành lập thành phố Biên Hòa thuộc tỉnh Đồng Nai vào năm 1976.

Như vậy đến trước năm 1986, Việt Nam có 3 thành phố trực thuộc trung ương: Hà Nội, Hải Phòng, Thành phố Hồ Chí Minh, 1 đặc khu tương đương thành phố trực thuộc trung ương: Vũng Tàu – Côn Đảo và 11 thành phố thuộc tỉnh: Đà Nẵng, Đà Lạt, Nam Định, Huế, Việt Trì, Thái Nguyên, Vinh, Mỹ Tho, Cần Thơ, Biên Hòa và Nha Trang.

### Giai đoạn 1986 đến nay
Sau khi Việt Nam bước vào thời kỳ đổi mới; kinh tế phát triển nhanh chóng, tốc độ đô thị hóa cũng tăng nhanh dẫn đến sự ra đời và phát triển của rất nhiều thành phố mới. Qua các năm, những thành phố mới được thành lập bao gồm:
- Quy Nhơn (1986)
- Vũng Tàu (1991)
- Hạ Long (1993)
- Thanh Hóa (1994)
- Buôn Ma Thuột (1995)
- Hải Dương (1997)
- Long Xuyên, Cà Mau, Pleiku, Phan Thiết (1999)
- Yên Bái, Lạng Sơn (2002)
- Điện Biên Phủ (2003)
- Thái Bình, Đồng Hới, Lào Cai (2004)
- Tuy Hòa, Bắc Giang, Rạch Giá, Quảng Ngãi (2005)
- Bắc Ninh, Tam Kỳ, Hòa Bình, Vĩnh Yên, Hà Đông* (2006)
- Cao Lãnh, Ninh Bình, Phan Rang – Tháp Chàm, Sóc Trăng, Hà Tĩnh, Sơn Tây* (2007)
- Hội An, Phủ Lý, Sơn La, Móng Cái (2008)
- Hưng Yên, Vĩnh Long, Đông Hà, Bến Tre, Tân An, Kon Tum (2009)
- Trà Vinh, Bảo Lộc, Tuyên Quang, Bạc Liêu, Vị Thanh, Hà Giang, Cam Ranh (2010)
- Uông Bí (2011)
- Cẩm Phả, Thủ Dầu Một, Bà Rịa, Cao Bằng (2012)
- Châu Đốc, Sa Đéc, Lai Châu, Tây Ninh (2013)
- Bắc Kạn, Tam Điệp, Sông Công (2015)
- Sầm Sơn (2017)
- Phúc Yên, Hà Tiên, Đồng Xoài (2018)
- Chí Linh, Long Khánh (2019)
- Gia Nghĩa, Dĩ An, Ngã Bảy, Thuận An, Hồng Ngự (2020)
- Phú Quốc[27], Thủ Đức[28], Từ Sơn (2021)
- Phổ Yên[29] (2022)
- Tân Uyên (2023)
- Bến Cát, Gò Công, Đông Triều (2024)
- Phú Mỹ (2025)

Ngày 1 tháng 8 năm 2008, cùng với toàn bộ tỉnh Hà Tây, thành phố Hà Đông và thành phố Sơn Tây được sáp nhập vào Thành phố Hà Nội. Ngày 8 tháng 5 năm 2009, theo nghị quyết của Chính phủ, Hà Đông trở thành một quận thuộc Hà Nội, còn Sơn Tây được chuyển trở lại thành thị xã để phù hợp với các quy định pháp luật về đơn vị hành chính của thành phố trực thuộc trung ương lúc bấy giờ (*).
Cùng với sự gia tăng về số lượng thành phố thuộc tỉnh; một số thành phố thuộc tỉnh khác phát triển nhanh chóng, trở thành các trung tâm kinh tế lớn và được nâng cấp lên thành phố trực thuộc trung ương như Đà Nẵng (1997) và Cần Thơ (2004). Như vậy, hiện nay Việt Nam có 6 thành phố trực thuộc trung ương: Hà Nội, Hải Phòng, Đà Nẵng, Thành phố Hồ Chí Minh, Cần Thơ, Huế; 2 thành phố thuộc thành phố trực thuộc trung ương: Thủ Đức, Thủy Nguyên và 85 thành phố thuộc tỉnh.

## Phân loại đô thị
| Stt | Tên thành phố | Trực thuộc | Hình ảnh | Stt | Tên thành phố         | Trực thuộc | Hình ảnh |
| --- | ------------- | ---------- | -------- | --- | --------------------- | ---------- | -------- |
| 1   | Hà Nội        | Trung ương |          | 2   | Thành phố Hồ Chí Minh | Trung ương |          |

| Stt | Tên thành phố | Hình ảnh |
| --- | ------------- | -------- |
| 1   | Cần Thơ       |          |
| 2   | Đà Nẵng       |          |
| 3   | Hải Phòng     |          |
| 4   | Huế           |          |